# Stadio Friuli
Lo stadio Friuli (in friulano stadi Friûl), noto anche con il nome commerciale di Bluenergy Stadium, è un impianto multisportivo italiano di Udine. Situato nel quartiere Rizzi, a 4 km dal centro cittadino, ha un'altitudine di 112 m s.l.m.. Inaugurato nel 1976 e ristrutturato a più riprese (da ultimo nel quadriennio 2013-2016), è il secondo impianto per capienza in Friuli-Venezia Giulia dopo lo stadio Nereo Rocco di Trieste (poco più di mille posti in più); ospita le gare casalinghe del club calcistico dell'Udinese, società che ne ha la gestione. In passato, prima dell'intitolazione definitiva, fu noto come stadio dei Rizzi e, familiarmente, come il Diamante.
Prima di ospitare incontri calcistici di Serie A, lo stadio, all'epoca noto come dei Rizzi, fu sede dell'incontro di spareggio che assegnò lo scudetto del rugby tra Petrarca e Rovigo alla fine del campionato 1976-1977; in seguito ospitò alcuni incontri internazionali di tale disciplina, tra cui quello tra Italia e Sudafrica nel 2009.
Nel 2013 l'Udinese ha ottenuto in concessione il diritto di superficie per 99 anni dal Comune di Udine, dietro un corrispettivo di 4,55 milioni di euro.
Lo stadio, quindi, è diventato il secondo impianto moderno di proprietà di una società calcistica in Italia, dopo lo Juventus Stadium di Torino (2011).
Lo stadio è stato inserito, unico italiano, tra i candidati al premio Stadium of the Year 2016, classificandosi al settimo posto sui 29 partecipanti.
Dal 2016 al 2023 lo stadio era noto con il nome commerciale di Dacia Arena, previa cessione del diritto di naming alla casa automobilistica; dopo una breve parentesi col nome di Udinese Arena, dal 2023 il naming commerciale dello stadio è stato acquisito dall'azienda Bluenergy. I nomi sponsorizzati sono però in vigore solo per gli eventi riguardanti l'Udinese; per tutte le altre circostanze l'amministrazione comunale impone l'uso della denominazione storica. Il Comune di Udine, peraltro, considerò inizialmente illegittima l'adozione del nome commerciale, intraprendendo una battaglia legale che si risolse in alcune sentenze favorevoli, senza che però ciò avesse un impatto effettivo sull'uso delle denominazioni sponsorizzate.
Dal 2018 il suo terreno di gioco è in erba ibrida (mista naturale-sintetico) su brevetto SISGrass.
Per la stagione 2021-2022 è stato valutato come migliore stadio italiano dalla Lega Nazionale Professionisti Serie A.
Nel 2023 è stato dichiarato l'impianto più ecosostenibile d'Europa, nonché il quarto a livello mondiale.

## Storia

### Edificazione e dati introduttivi

Veduta dello Friuli incompleto con le curve in terra, alla metà degli anni 70

Prima di essere acquistato dal Comune di Udine, il terreno su cui venne edificato lo stadio era di proprietà della famiglia Rizzi. L’impianto sorse per volere dell'allora sindaco di Udine, Angelo Candolini, che voleva dare un nuovo e più moderno campo di casa alla squadra di calcio cittadina (la quale a quel tempo militava nelle categorie inferiori del calcio italiano) in sostituzione del vecchio stadio Moretti, lo stadio Friuli fu progettato da Giuliano Parmegiani e Lorenzo Giacomuzzi Moore, che nel concepirne la struttura si ispirarono allo stadio Olimpico di Monaco di Baviera e al Gateway Arch di St. Louis nel Missouri: l'impianto fu infatti costruito in larga parte a terrapieno, in una conca al di sotto del livello del terreno. Tale scelta consentì di ridurre notevolmente l'impatto della struttura sull'ambiente circostante.
Le torri faro, alte 59,20 m, furono invece progettate da Luciano Del Zotto: si trattava di strutture tubolari colorate di rosso e bianco, al fine permetterne l'individuazione da parte dei velivoli ed evitare il rischio di collisioni.
La prima porzione dell'impianto a prendere forma fu l'arco che regge la copertura della tribuna centrale. Tale manufatto (divenuto nel tempo il simbolo stesso dell'impianto) è lungo circa 200 metri e alto 31,30 metri; costituito da una serie di 17 blocchi in cemento armato, è interamente percorribile tramite un passaggio pedonale interno. I suoi appoggi sono formati da due fondamenta alte 9 metri, lunghe 24 e larghe 5.
L'impianto fu concepito come struttura polifunzionale e polisportiva: sotto la tribuna coperta (avente una superficie di 6 440 m² il cui "arco" di copertura è alto 31,30 m) erano presenti uffici, sale e palestre, che a partire dal 2012 erano stati acquisiti in esclusiva dall'Udinese, dopo circa trent'anni di condivisione con altre società sportive della città (scherma, ginnastica, arti marziali e atletica). La pista d'atletica a 8 corsie che correva attorno al campo fu invece usata solo in tre occasioni durante tutta la propria esistenza.

### Inaugurazione
All'atto dell'inaugurazione, in occasione della partita di Serie C 1976-1977 Udinese-Seregno del 26 settembre 1976, l'impianto era ancora senza nome (era denominato informalmente "Stadio dei Rizzi", dal nome del quartiere circostante) ed incompleto: gli unici spalti realizzati con struttura in cemento erano quelli della tribuna coperta, mentre il resto (le curve e i distinti) era ancora in nuda terra, consentendo di accogliere anche fino a 50 000 spettatori. Solo negli anni 80 tutti i settori vennero "stabilizzati" posandovi delle travi di cemento armato prefabbricato e successivamente dotati di seggiolini; il Friuli divenne così il 6º stadio italiano per capienza e tra i principali per estensione (esso misurava infatti 285 m in lunghezza e 245 m. in larghezza). L'inaugurazione avvenne appena 10 giorni dopo la seconda grande scossa del terremoto del Friuli: anche durante l'incontro si verificò una scossa di assestamento, che fece tremare l'arco di copertura della tribuna, ma non tutti i 15 000 spettatori presenti, intenti a seguire il gioco, se ne accorsero. Fu proprio tale tragico evento (oltre alla concomitanza con le celebrazioni per il centenario dell'emigrazione friulana in Argentina) a suggerire l'intitolazione dell'impianto, che fu ratificata nella delibera del consiglio comunale del 3 marzo 1978 (nella quale si deliberò anche di battezzare il piazzale antistante il nuovo stadio "piazzale Argentina"), approvata all'unanimità dai 40 consiglieri presenti.

Il Friuli, privo di torri faro, secondo anello delle curve e maxischermo, durante una partita dell'Udinese all'inizio degli anni 80.

| Arbitro: | Ballerini (La Spezia) |

|                   |           |  |
| C. Pellegrini 58’ | Marcatori |  |

### Maxischermi: dal tabellone alCosmo
Al momento dell'apertura, lo stadio Friuli non disponeva né di maxischermo né di alcun ausilio analogo a beneficio del pubblico. Nel giro di pochi anni venne installato un tabellone segnapunti dietro la curva nord, che venne poi rimosso nel 1990, lasciandone però intatto il telaio di sostegno.
Nel 1984 l'allora presidente dell'Udinese Lamberto Mazza decise di dotare lo stadio di un vero e proprio maxischermo. L'impianto, denominato Cosmo, costò 5 miliardi di lire e venne inaugurato l'8 maggio di quell'anno al di sopra della curva sud. Esso si caratterizzava per le sue imponenti dimensioni (era alto 8 metri e largo 9,45), che lo rendevano il terzo maxischermo più grande del mondo all'interno di uno stadio, preceduto solo da quello del Memorial Coliseum di Los Angeles (10,88 m × 14,85 m) e dall'apparecchio del Veterans Stadium di Filadelfia.

Il maxischermo Cosmo fa da sfondo all'esultanza di Marco Branca, per la sua tripletta nel 4-0 dell'Udinese sulla Fiorentina del 10 gennaio 1993

L'impianto, composto da circa 42 000 trasduttori ottici, impiegava altresì una tecnologia avveniristica, sviluppata dall'industria giapponese Matsushita (poi divenuta Panasonic Corporation), che consentiva di intrattenere gli spettatori con un vero e proprio palinsesto, prodotto periodicamente dalla regia della Zeta Color S.p.a (società proprietaria dell'apparecchio). Di norma, veniva acceso un'ora prima della gara per proporre contenuti audiovisivi d'informazione, spettacolo e divertimento (quali cartoni animati o sequenze dei gran premi di Formula 1). Durante la partita proponeva cicli di spot pubblicitari ed aggiornamenti in tempo reale sui risultati degli altri campi, mentre al termine trasmetteva schedina, classifica del campionato e replay dei gol dell'incontro appena concluso.
Il Cosmo rimase in uso fino ai primi anni 90, quando venne disattivato a seguito di una causa legale tra la Zeta Color e il nuovo proprietario dell'Udinese, Giampaolo Pozzo. L'impianto rimase abbandonato fino al 2010, quando il Comune di Udine si fece carico di smontare il vecchio schermo e riconsegnare al proprietario tutte le parti elettroniche interne, dentro 4 containers. Nella struttura portante di cemento, rimasta vuota, l'Udinese provvide ad installare un nuovo display di ultima generazione, composto da 1 615 600 LED. Con i suoi 161 m² di superficie (14 metri × 11,5 metri), il "nuovo" Cosmo fu il più grande megaschermo presente in uno stadio europeo. Inaugurato il 19 settembre 2010, in occasione dell'incontro di campionato Udinese-Juventus, costò circa 900 000 euro, e rimase attivo fino all'inizio della ristrutturazione dello stadio Friuli. Il 2 febbraio 2015 l'impianto è stato smontato e riassemblato in due nuovi maxischermi, posti sotto la copertura delle due nuove curve.

### Interventi di rinnovamento
Il principale intervento di restyling venne posto in opera in previsione del campionato del mondo di Italia '90. I lavori, che costarono circa 5 miliardi di lire, consistettero nella realizzazione di parcheggi per 5 000 posti auto, creazione di una nuova sala stampa, installazione di nuovi seggiolini, miglioramento del sistema d'illuminazione e costruzione di due torrette sopra le curve per consentire riprese televisive con un colpo d'occhio su tutto l'impianto. Venne inoltre montata all'ingresso principale dello stadio, dietro la tribuna, una tensostruttura chiamata "pallone" (analoga a quella installata presso lo stadio Sant'Elia di Cagliari). La struttura dello stadio comunque non subì cambiamenti e ciò consentì di renderlo agibile (assieme allo stadio Via del mare di Lecce, inserito nella lista degli stadi di riserva per il mondiale italiano) ben prima degli altri impianti coinvolti nel campionato del mondo. Udine fu inoltre l'unica città che non usufrì di tutti i finanziamenti pubblici per ristrutturare lo stadio, buona parte dei quali vennero reimpiegati per la costruzione dello stadio Nereo Rocco di Trieste.

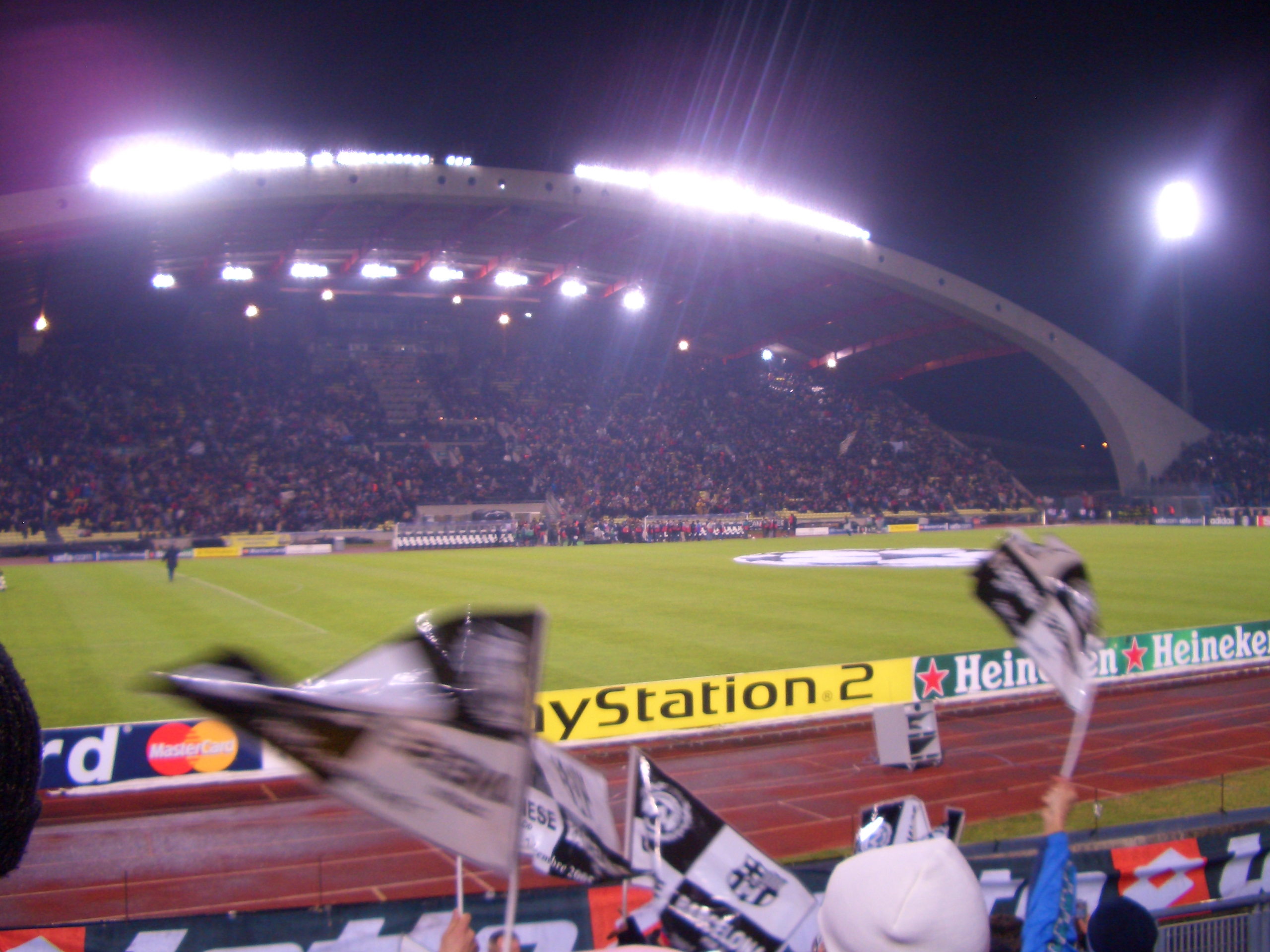
Il Friuli durante Udinese-, partita valida per la UEFA Champions League 2005-2006

Per ottenere l'omologazione della UEFA in vista della partecipazione dell'Udinese alla UEFA Champions League, nel 2005 le due curve furono dotate di seggiolini con schienale di colore blu-azzurro (mentre prima vi erano solamente gradoni in cemento). Furono contestualmente smantellate le barriere tra gli spalti e il terreno di gioco (che vennero però mantenute di fronte al settore ospiti per motivi di sicurezza).
La promulgazione del cosiddetto decreto Pisanu in materia di sicurezza all'interno degli stadi calcistici rese necessari ulteriori lavori d'adeguamento. In particolare venne creata un'area di pre-filtraggio mediante la posa di una recinzione attorno al perimetro dello stadio, i cui accessi allo stadio furono dotati di tornelli in grado di leggere i nuovi biglietti nominativi. Inoltre venne installato un sistema di videosorveglianza a copertura dell'intero impianto, dalla zona esterna agli spalti e degli spazi interni.
Nell'autunno del 2009 i numerosi concerti tenutisi allo stadio nel corso dell'estate, unitamente ad una partita di rugby della nazionale italiana, obbligarono, per la prima volta nella storia dell'impianto, a praticare una rizollatura completa del terreno di gioco. Come detto, il 21 novembre 2009 l'impianto ospitò un incontro della nazionale di rugby a 15 dell'Italia, contro il Sudafrica, che terminò con la sconfitta degli Azzurri con il punteggio di 10 a 32.
Nel biennio in questione, forte della convenzione sottoscritta con il Comune di Udine, l'Udinese intervenne nuovamente sulla struttura, sostituendo il maxischermo Cosmo e gli impianti di diffusione sonora. Vennero anche ripulite le opere in muratura di tutto lo stadio, fu ridipinto l'arco della tribuna e vennero risanati i servizi igienici e le zone attorno ai tornelli d'ingresso alle due curve. Vennero inoltre installati nuovi tornelli e si procedette all'ampliamento dell'area stampa (in tribuna centrale) e del settore ospiti (in curva sud).

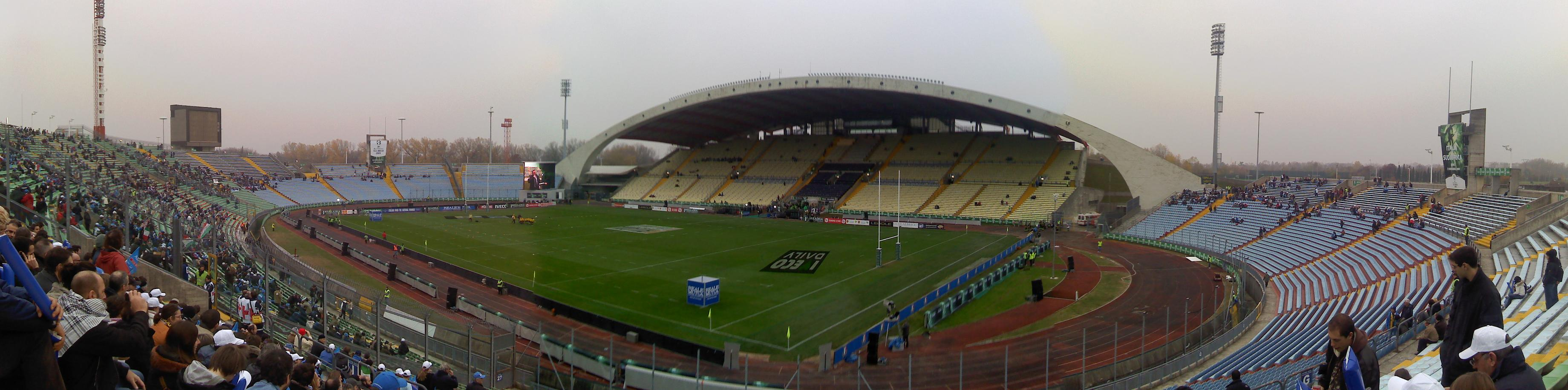
Interno dello stadio poco prima di una partita di rugby nel 2009; in alto, sulla sinistra si nota il Cosmo da tempo spento mentre sulla destra è ben visibile il supporto in cemento del vecchio tabellone segnapunti.

A partire dal maggio del 2012 la tribuna centrale fu oggetto di interventi commissionati dal Comune di Udine per l'ottenimento del certificato di prevenzione incendi. Nel dettaglio venne eliminata la tensostruttura d'ingresso a "pallone" (sostituita da una tettoia), furono rinnovati insonorizzazione e gruppo elettrogeno, venne impiantato un nuovo posto di polizia e furono messi a norma i locali interni, ivi compresa l'ex palestra ASU (riconvertita a studio televisivo ad uso di Udinese Channel). Parallelamente anche l'Udinese proseguì nella sua opera di miglioramento funzionale dell'impianto, impiantando una nuova area relax per i giocatori, ampliando il ristorante interno all'impianto, sostituendo i seggiolini della tribuna e costruendo i primi 10 skybox.

#### Occhio elettronico
Lo stadio Friuli è stato uno dei primi impianti italiani ad adottare il cosiddetto occhio elettronico (o occhio di falco), ovvero l'apparato capace di scongiurare, grazie al supporto della tecnologia, i cosiddetti gol-fantasma. Si tratta di un impianto composto da 6 sofisticate telecamere posizionate ad altezza ragguardevole ai lati delle tribune, puntate sulle linee di porta. Esse catturano le immagini alla velocità di 150 fotogrammi al secondo e le trasmettono ad un computer centrale, il quale elabora in tempo reale la posizione del pallone rispetto alla riga bianca. Il sistema invia infine un segnale all'arbitro per avvisarlo nel caso in cui il gol venga giudicato valido.
Il progetto è stato voluto ed interamente finanziato dal patron dell'Udinese, Giampaolo Pozzo, in collaborazione con il CNR di Bari, per un importo di circa 100 000 euro. Dopo il primo test, avvenuto in occasione della partita di campionato Udinese-Reggina del 3 dicembre 2006, il brevetto è stato ceduto gratuitamente alla FIGC. L'Udinese si è altresì resa disponibile a fornire le immagini registrate in tempo reale dal sistema all'emittente Sky, che trasmette in esclusiva le partite del campionato di Serie A.
Il 4 novembre 2011 la tecnologia anti gol-fantasma è stata oggetto di un nuovo esperimento ufficiale da parte di un istituto indipendente di Zurigo, alla presenza degli osservatori della FIFA: i tecnici si sono avvalsi per la prova di cannoni sparapalloni, in modo da simulare e documentare tutti i possibili casi di situazioni dubbie rilevabili dall'occhio elettronico.
Dalla stagione calcistica 2015-2016 tale apparato è stato reso obbligatorio per tutti gli stadi della Serie A.

### Ristrutturazione: dai primi progetti al nuovo stadio
Con l'avvento del Terzo millennio furono avanzati numerosi progetti di riqualificazione dello stadio Friuli, segnatamente in occasione delle candidature dell'Italia agli Europei del 2012 e del 2016. All'indomani dell'assegnazione di Euro 2016 alla Francia, il patron dell'Udinese Giampaolo Pozzo decise di pagare di tasca propria la ristrutturazione dell'impianto. Nel giugno del 2010 venne firmata una prima bozza di convenzione quinquennale tra l'Udinese e il Comune di Udine, nella quale si prevedeva che la società versasse al comune un canone annuo ridotto rispetto al passato per la concessione d'uso dello stadio; in cambio, l'Udinese si impegnava a mantenere il complesso sportivo in perfetto stato di conservazione, efficienza e funzionalità, e a provvedere a tutti gli interventi di manutenzione ordinaria e straordinaria necessari, oltre alle spese di gestione (pulizia di tutte le aree interne ed esterne, custodia dello stadio, consumi di energia elettrica, combustibili, acqua, diserbo). La società si era assunta anche l'onere di realizzare alcune opere di miglioramento funzionale, secondo un programma generale che prevedeva, tra le altre cose, l'ampliamento del centro benessere, la riattivazione del megaschermo Cosmo, l'ampliamento dei magazzini e degli spogliatoi, la realizzazione di una piscina coperta, nuovi spazi per la ristorazione, aree ricreative e l'adeguamento delle sedute. Tutti i lavori vennero compensati dal Comune di Udine in conto affitto. La convenzione fu stipulata ufficialmente il 29 giugno 2011 e si chiuse nei primi mesi del 2013.
Il patron dei bianconeri Giampaolo Pozzo propose di re-intitolare lo stadio all'ex ct della Nazionale Italiana Enzo Bearzot, originario di Aiello del Friuli, scomparso il 21 dicembre 2010; la proposta fu tuttavia accolta da polemiche, in quanto il nome Friuli è visto come importante veicolo di promozione della terra friulana, oltre che memoria delle oltre 1000 vittime del terremoto del 1976. In una delibera approvata dal Comune di Udine il 14 novembre 2011 si stabilì esplicitamente l'obbligo per i beneficiari del diritto di superficie di mantenere la denominazione Friuli.
Nell'aprile del 2012 venne pubblicato dal Comune di Udine un bando di gara per la concessione e il rifacimento dello stadio, con scadenza per il 3 luglio seguente. Dopo l'apertura delle buste, il 16 dello stesso mese la commissione assegnò provvisoriamente il diritto di superficie per 99 anni all'Udinese, unica entità che aveva fatto pervenire un'offerta agli uffici comunali. Il contratto venne firmato ufficialmente davanti al notaio il 29 marzo 2013, sancendo così il passaggio di proprietà superficiaria dello Stadio Friuli dal Comune di Udine all'Udinese per 99 anni.
Il progetto del nuovo Stadio Friuli fu presentato il 23 luglio 2012, ma venne profondamente rivisto nel corso dei mesi successivi. L'opera di riqualificazione prevedeva la demolizione delle due curve e dei distinti, la rimozione della pista di atletica, lo spostamento del campo al di sotto della tribuna (destinata a restare intatta nella struttura, ma con un ripensamento negli spazi) e la ricostruzione dei settori demoliti direttamente ai bordi del campo e con una copertura totale. La capienza complessiva del nuovo impianto venne fissata a 25 012 posti (ampliabile a circa 34 000 posti in occasione di eventi extra-calcistici). Il costo complessivo dell'operazione fu stimato sui 50 milioni di euro, totalmente a carico dell'Udinese. L'intervento fu programmato a lotti, in modo da non costringere l'Udinese a giocare altrove durante lo svolgimento delle opere.

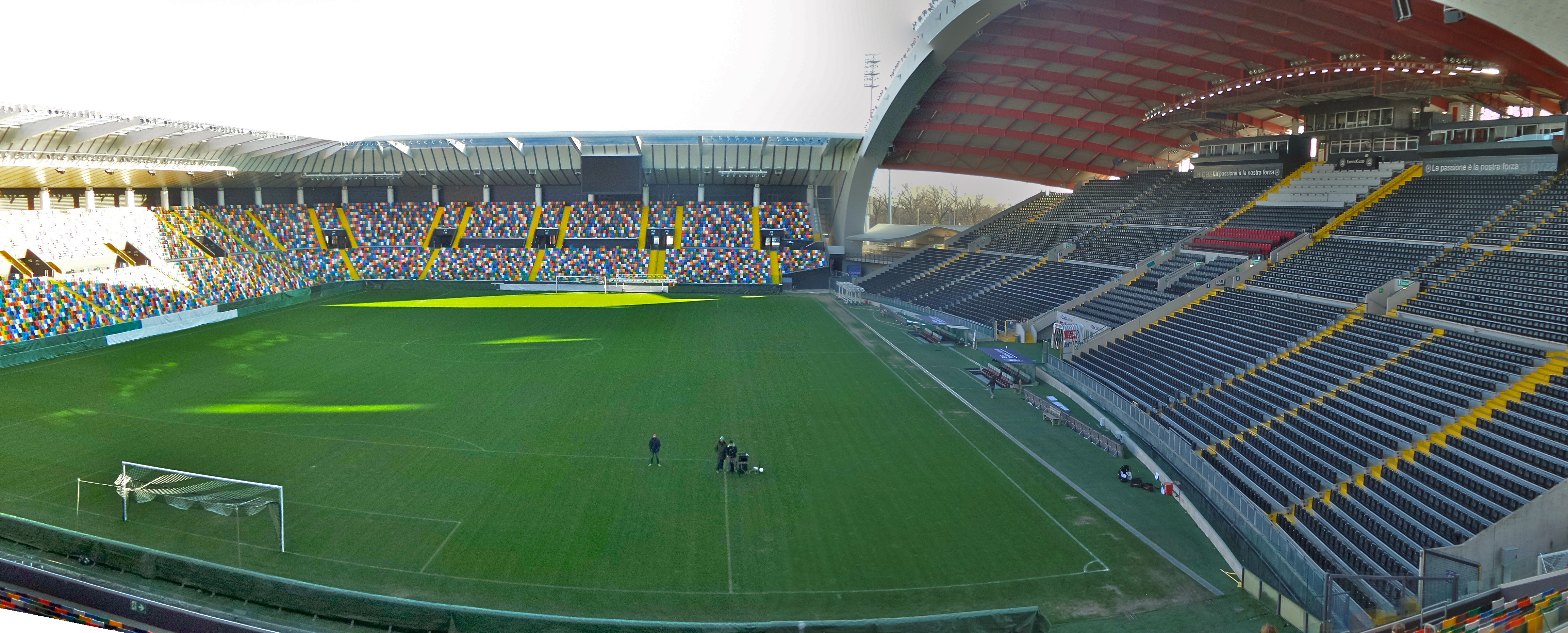
Interno dello stadio Friuli nel 2016, dopo il completamento della ristrutturazione: sulla destra è visibile la tribuna centrale, unico spalto preservato nel suo aspetto originario, mentre sulla sinistra si notano le nuove tribune.

L'inizio dei lavori, inizialmente previsto per il 13 maggio 2013, avvenne ufficialmente il 5 giugno seguente. Durante il corso dell'estate del 2013 venne smantellata la pista d'atletica e si procedette a spostare il campo di gioco a ridosso della tribuna coperta; contestualmente vennero realizzate le nuove panchine e fu modificato il parapetto del fossato ai piedi della tribuna stessa. Dopo un lungo iter burocratico, il 21 gennaio 2014 l'Udinese pubblicò il bando europeo per l'assegnazione dei lavori di demolizione e ricostruzione di curve e distinti, con scadenza 4 marzo 2014. Le offerte pervenute per l'aggiudicamento entro tale data furono quattro. Il 14 dello stesso mese l'appalto per il primo lotto funzionale al rifacimento dello Stadio Friuli venne così assegnato ad un'associazione temporanea di imprese facente capo al Consorzio Cooperative di Bologna, assieme a Presystem di Sedegliano e Icop di Basiliano, per un importo di 22 009 000 euro. I lavori poterono così cominciare il 30 aprile 2014 con la demolizione totale della vecchia Curva Nord e la rimozione dei fari di illuminazione dell'impianto.
Il 23 giugno 2014 si svolse la cerimonia per la posa della prima pietra, alla quale parteciparono le più alte cariche politiche e istituzionali della Regione. Erano presenti il patron dell'Udinese Calcio Giampaolo Pozzo, il presidente Soldati, il sindaco di Udine Furio Honsell, il presidente della Provincia di Udine Pietro Fontanini e il vicepresidente della Regione Friuli-Venezia Giulia Sergio Bolzonello. Dopo un breve discorso, le autorità si recarono all'interno del cantiere per posare la prima pietra; un contenitore stagno contenente una pergamena firmata da tutti i presenti e una moneta da 1 euro coniata nel 2014 venne deposto all'interno della cassaforma della prima fondazione della nuova curva nord.
Nel giugno del 2015 sono state completate curva nord e tribuna est e si è contestualmente provveduto a smontare le due torri-faro sul lato est, che in quanto vincolate dal punto di vista artistico sono state consegnate al Comune di Udine. L'ultimazione della curva sud viene fissata entro dicembre. Per l'inizio della stagione 2015-16 la capienza dello stadio si attesta a 18 000 posti circa, destinati a stabilizzarsi a 25 144 col completamento dell'ultimo spicchio di spalti.
Esternamente la facciata dei 3 nuovi lati dello stadio è caratterizzata da 10000 losanghe romboidali tridimensionali che danno un effetto squamato a tutta la struttura ed hanno la proprietà di riflettere la luce solare cambiando la tonalità in relazione alle condizioni esterne ed atmosferiche. Tale peculiarità ha valso allo stadio il soprannome di "diamante".
Le gradinate di distinti e curve dispongono di 28 file di seggiolini multicolori (bianco, nero, arancio, giallo, grigio, marrone, verde): gli ambienti al loro interno sono riscaldati e accolgono tornelli, cucine, bar, maxischermi.

#### La riapertura: nasce laDacia Arena
Il 4 gennaio 2016 la Commissione di vigilanza dei Pubblici Spettacoli ha dato parere favorevole all'agibilità dell'impianto nella sua piena capienza: lo Stadio Friuli è stato quindi aperto integralmente il 17 gennaio 2016 in occasione della partita Udinese-Juventus (0-4) della 20ª giornata di campionato, e per motivi di naming right ha assunto (limitatamente alle gare interne dell'Udinese) l'appellativo Dacia Arena, dal marchio dell'azienda automobilistica sponsor principale del club bianconero. Tale decisione (suggellata dall'adozione del nome in tutta la comunicazione ufficiale del club e dalla successiva apposizione di un'insegna con tale dicitura all'esterno dello stadio) venne osteggiata dai gruppi della tifoseria organizzata bianconera, mentre l'amministrazione comunale di Udine chiese la rimozione dell'insegna (giudicata dal punto di vista normativo non come tale, bensì come pannello pubblicitario). Ai primi di marzo il consiglio comunale di Udine approvò inoltre una mozione volta a diffidare l'Udinese Calcio s.p.a. dal designare l'impianto con un nome diverso da quello storico, impegnando il sindaco Furio Honsell e la giunta a trattare in tal senso con la società stessa. La querelle è sfociata in un ricorso dapprima al TAR del Friuli-Venezia Giulia e poi al Consiglio di Stato: ambedue gli organi hanno sentenziato contro l'apposizione delle insegne Dacia Arena sullo stadio, appellandosi in particolare al fatto che la concessione tra amministrazione comunale e club calcistico prevedesse esplicitamente l'immutabilità della denominazione dell'impianto. L'Udinese ha tuttavia disconosciuto tali pronunciamenti, opponendosi all'asportazione delle insegne e proseguendo la battaglia legale presso la Cassazione (a sua volta pronunciatasi in senso avverso al club), la corte d'appello e il giudice di pace; di fatto l'uso dei nomi commerciali da parte del club non risulta essersi mai interrotto.
Durante l'estate del 2016 si è inoltre ulteriormente intervenuto sugli skybox della tribuna ovest, con l'aggiunta di altre 8 salette private (per un totale di 18 spazi), e sulle tribune nuove, con l'aggiunta di un'ulteriore fila di seggiolini. Nell'occasione sono state installate nuove panchine semi-interrate e dotate di una innovativa copertura retrattile motorizzata, estraibile solo in caso di condizioni climatiche avverse (il tutto allo scopo di non intralciare la visuale degli spettatori seduti nelle prime file della tribuna centrale). Si è infine provveduto a livellare il fossato presente davanti a detta tribuna, eliminando qualsiasi barriera divisoria tra campo e spalti.
Entro la fine del 2016 viene avviata l'opera di allestimento degli spazi - da 22 000 m² complessivi - destinati alle aree commerciali e ludiche: le nuove tribune sono infatti progettate per ospitare al loro interno palestre, sale da bowling, cinema, piscine, locali di ristoro con vista sul campo, aree benessere, il museo dell'Udinese Calcio e dello sport friulano e gli uffici del comitato provinciale udinese del CONI.
Aree così suddivise:
Piano interrato
- Studio televisivo (Udinese TV) : 1.200 m²
- Discoteca: 1.800 m²
- Scuola di musica, centro intrattenimento per le famiglie: 500 m²
- Attività commerciali: 1.700 m²
- Bar: 100 m²
- Centro medico: 1.800 m²
- Area fitness, piscina: 4.400 m²
- Magazzini Udinese Calcio: 1.200 m²

Piano terra
- Macron store: 400 m²
- Spazio di promozione territorio : 300 m²
- Birreria: 800 m²

Piano superiore
- Centro congressi: 1.100 m²
- Museo dello sport friulano : 1.000 m²
- Ristoranti, bar: 1.700 m²
- Uffici vari: 400 m²
- Sede del CONI : 700 m²

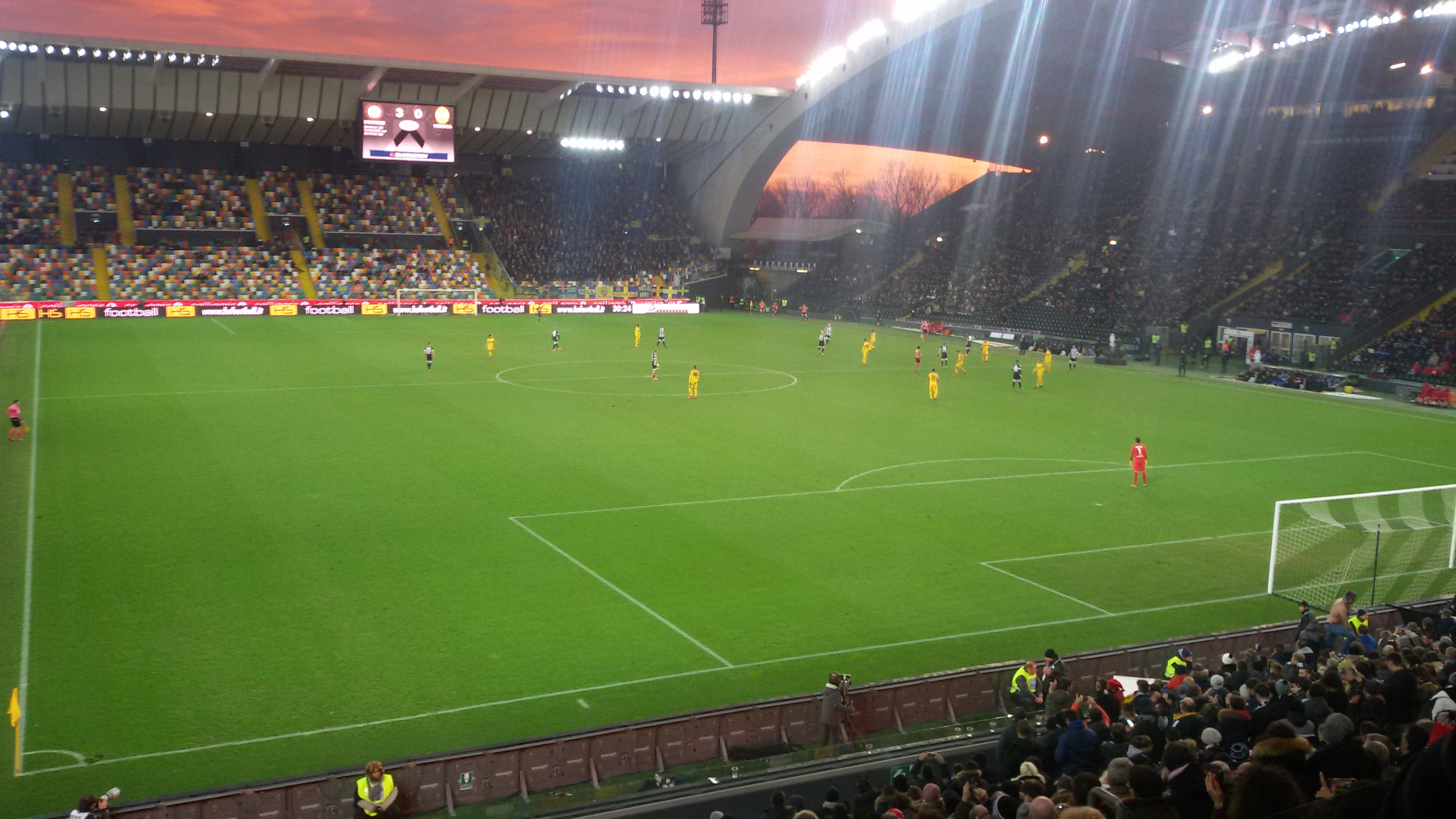
Il rinnovato Friuli durante Udinese-Verona del 23 dicembre 2017 (4-0)

Nell'estate del 2019 la tribuna viene dotata di paratie laterali per proteggere maggiormente il pubblico dalle intemperie.
Ulteriori lavori previsti sulla tribuna comprendono il rifacimento della tettoia dell'arco e l'installazione sulla facciata esterna e sulla torre degli ascensori delle medesime piastre romboidali d'acciaio inox già implementate sulle tribune ricostruite, in modo tale da uniformare stilisticamente l'aspetto esteriore dello stadio.
Il 13 agosto 2025 lo stadio ospiterà la Supercoppa UEFA, tra Paris Saint-Germain e Tottenham Hotspur. 

## Caratteristiche tecniche
Di seguito vengono elencate le caratteristiche tecniche dell'impianto a seguito della ristrutturazione degli anni 2010
| Dettagli tecnici - Capienza: 25 132 posti a sedere - Posteggi: 5 000 posti auto - Superficie totale: 251394 m² - Superficie stadio: 78000 m² - Superficie aree commerciali: 22000 m² - Sbalzo copertura arco: 34 m - Sbalzo copertura: 22,60 m - Impianto di illuminazione: 82 proiettori da 2000 W e 324 da 1000 W - Dimensioni terreno di gioco: 105×68 metri | Capienza spalti e aree pubbliche - Totale: 25 132 posti - Tribuna Ovest: 9 573 posti - Tribuna Distinti: 5 142 posti - Curva Nord: 5 203 posti - Curva Sud: 3 771 posti - Curva Ospiti: 1 311 posti - Area stampa: 126 postazioni - Postazioni disabili: 112 - Terreno: Erba naturale - Parcheggi: 5 000 posti auto - Skybox: 18 - Pitch view studio: 2 - Bar ed aree ristorazione: 18 - Ristoranti: 1 per 280 ospiti - Spogliatoi: 5 - Auditorium: 274 posti a sedere |

| Costo e Materiali - Costo totale dell'opera: 35 milioni di Euro - Imprese impegnate nella costruzione: 95 - Maestranze impegnate costantemente: 1200 - Peso carpenteria metallica utilizzata: 2 230 000 kg - Superficie copertura trasparente: 3550 m² - Superficie copertura cieca: 11600 m² - Volume calcestruzzo utilizzato: 34000 m³ - Numero pezzi prefabbricati utilizzati: 3 141 - Superficie rivestimento esterno in acciaio: 5500 m² | Distanza tra spalti e prato - Tribuna Ovest: da 5,5 a 12 m (dalla prima fila), 50 m (dall'ultima fila) - Tribuna Distinti: 6,5 m (dalla prima fila), 30 m (dall'ultima fila) - Curve: 7,5 m (dalla prima fila), 31 m (dall'ultima fila) |

## Trasporti
Lo stadio è servito da due linee di autobus della rete di trasporto urbano di Udine:
- 9 Centro Commerciale Fiera - Stazione FS - Centro Commerciale Fiera
- F Stazione FS - Ente Fieristico Udine

## Altri eventi sportivi

Una fase dello spareggio - all'allora Stadio dei Rizzi (1977)

Foto di fine gara al Friuli (1978)

Lo Stadio Friuli fu inserito come possibile sede ospite nei dossier di due candidature italiane, quella di Roma alle olimpiadi del 2024 e quello della F.I.R. per la Coppa del Mondo di rugby 2023, candidatura poi sfumata a seguito della decisione del sindaco di Roma Virginia Raggi di negare alla Capitale la possibilità di concorrere per ospitare i giochi olimpici, con conseguente mancato arrivo dei finanziamenti del CIO per ristrutturare gli impianti che in buona parte avrebbero ospitato entrambi gli eventi.
- Nel 1977 l'impianto (ancora denominato informalmente Stadio dei Rizzi) ospitò l'incontro di spareggio valido per l'assegnazione del titolo di campione d'Italia di rugby a 15 tra Petrarca e Rovigo, vinto per 10-9 dai patavini. Durante l'incontro, un temporale si abbatté su Udine e un tifoso del Rovigo, Fabio Rizzi, fu ucciso da un fulmine sugli spalti dell'arena udinese.
- Dal 13 al 18 maggio 1989 ebbero sede al Friuli le finali nazionali dei giochi sportivi studenteschi.

## Eventi musicali
- 1979: concerto di Lucio Dalla e Francesco De Gregori[32].
- 1980: concerto di Edoardo Bennato
- 5 settembre 1984: concerto di Stevie Wonder (stadio comunale)
- 1º maggio 1988: concerto di Sting.
- 13 settembre 1988: concerto dei Deep Purple.
- 22 giugno 1991: concerto di Vasco Rossi.
- 12 giugno 1993: concerto di Vasco Rossi.
- 15 settembre 1994: concerto dei Pink Floyd.
- 7 luglio 1996: concerto di Vasco Rossi.
- 1 luglio 1997: concerto di Ligabue.
- 2 luglio 1998: concerto di Eros Ramazzotti.
- 24 giugno 1999: concerto di Renato Zero.
- 7 luglio 2001: concerto di Vasco Rossi.
- 11 luglio 2002: concerto di Zucchero Fornaciari.
- 17 giugno 2004: concerto di Vasco Rossi.
- 9 luglio 2005: concerto di Vasco Rossi.
- 23 maggio 2006: concerto di Ligabue.
- 28 giugno 2007: concerto dei Red Hot Chili Peppers nell'unica data italiana del loro tour europeo.
- 26 settembre 2007: concerto di Vasco Rossi.
- 12 settembre 2008: concerto di Vasco Rossi.
- 16 luglio 2009: concerto di Madonna dopo la data di Milano per il Sticky & Sweet Tour davanti a oltre 28 000 spettatori.
- 23 luglio 2009: concerto di Bruce Springsteen, davanti a circa 35 000 presenti, ha cantato per la prima volta in tutto il suo tour 2009 la canzone Born in the U.S.A., una delle sue più famose. Durante lo spettacolo ha salutato il pubblico udinese con un "Mandi Udin" e dicendo alcune frasi in friulano.
- 31 agosto 2009: concerto dei Coldplay, terza data italiana del Viva la vida tour, dopo quelle del 29 e 30 settembre 2008 a Bologna e a Milano, fa registrare il soldout con circa 40 000 presenze.
- 19 maggio 2010: concerto degli AC/DC per il "Black Ice World Tour". Il concerto ha fatto registrare il tutto esaurito con circa 47 000 presenze. Hanno aperto Le Vibrazioni, con Pino Scotto che li ha salvati da una bordata di fischi cantando con loro "Rock N' Roll" dei Led Zeppelin.
- 17 luglio 2011 concerto dei Bon Jovi, unica data italiana per l'"Open Air Tour" del 2011. Un'esibizione di quasi tre ore, con 26 canzoni, davanti a circa 40 000 persone.
- Il 13 maggio 2012 ha ospitato i Metallica[33] per l'unica data italiana del tour celebrante il 20º anniversario del Black Album.
- 18 giugno 2024: concerto dei Negramaro. Primo concerto ospitato dopo i lavori di ristrutturazione.
- 23 giugno 2024: dopo 22 anni ospita di nuovo un concerto di Zucchero Fornaciari.

## Incontri internazionali di calcio

### Nazionale italiana
Lo stadio Friuli ha più volte assolto la funzione di campo interno per le selezioni nazionali italiane di calcio, sia in gare ufficiali che in amichevoli.

#### Amichevoli
| Arbitro: | U. Eriksson |

|                           |           |  |
| Graziani 25’ Tardelli 40’ | Marcatori |  |

| Udine 19 aprile 1981 | Italia      | 0 – 0 | Germania Est | Stadio Friuli\| Arbitro: \| P.J. Joslin \| |
| Arbitro:             | P.J. Joslin |       |              |                                            |

| Arbitro: | V. Sánchez Arminio |

|                              |           |            |
| Altobelli 55’ Di Gennaro 76’ | Marcatori | 3’ Polster |

| Arbitro: | Deniz Aytekin |

|             |           |            |
| Insigne 68’ | Marcatori | 70’ Aduriz |

#### Qualificazioni campionato d'Europa 1996
| Arbitro: | Ladislav Gadoši |

|               |           |  |
| Ravanelli 13’ | Marcatori |  |

#### Qualificazioni campionato d'Europa 2000
| Arbitro: | Alain Sars |

|                    |           |  |
| Del Piero 19’, 61’ | Marcatori |  |

#### Qualificazioni campionato del mondo 2010
| Arbitro: | Einwaller |

|                   |           |  |
| De Rossi 17’, 89’ | Marcatori |  |

#### Qualificazioni campionato del mondo 2018
| Arbitro: | Kevin Clancy |

|                                                                    |           |  |
| Insigne 35’ Belotti 52’ Éder 75’ Bernardeschi 83’ Gabbiadini 90+1’ | Marcatori |  |

#### Qualificazioni campionato europeo 2020
| Arbitro: | Orel Grinfeeld |

|                     |           |  |
| Barella 7’ Kean 74’ | Marcatori |  |

### Campionato del mondo di calcio 1990 - Girone E
| Udine 13 giugno 1990, ore 17:00 UTC+1 | Uruguay | 0 – 0 | Spagna | Stadio Friuli (35 713 spett.)\| Arbitro: \| H. Kohl \| |
| Arbitro:                              | H. Kohl |       |        |                                                        |

| Arbitro: | Jácome Guerrero |

|          |           |                    |
| Kwan 42’ | Marcatori | 22’ 61’ 81’ Míchel |

| Arbitro: | Lanese |

|  |           |               |
|  | Marcatori | 90+1’ Fonseca |

### Campionato europeo di calcio Under-21 2019
Nel luglio 2017 l'impianto udinese è stato indicato quale sede destinate ad ospitare alcune partite (tra le quali la finale) valide per la fase finale del Campionato europeo di calcio Under-21 2019, la cui organizzazione è stata affidata congiuntamente all'Italia e a San Marino.

#### Girone B
| Arbitro: | Orel Grinfeeld |

|                                  |           |                 |
| Richter 28’, 52’ Waldschmidt 65’ | Marcatori | 73’ (rig.) Skov |

| Arbitro: | Georgi Kabakov |

|                            |           |              |
| Mæhle 33’, 77’ Olsen 90+3’ | Marcatori | 47’ Lienhart |

| Arbitro: | Andris Treimanis |

|                  |           |                 |
| Danso 24’ (rig.) | Marcatori | 14’ Waldschmidt |

#### Finale
| Arbitro: | Srđan Jovanović |

|                              |           |           |
| Fabián Ruiz 7’ Dani Olmo 69’ | Marcatori | 88’ Amiri |

### Supercoppa UEFA 2025
Il 13 agosto 2025 l'impianto ha ospitato la finale della Supercoppa UEFA tra il Paris Saint-Germain, vincitore della Champions League, ed il Tottenham, vincitore della Europa League, con i parigini vittoriosi ai tiri di rigore.
| Arbitro: | João Pinheiro |

|                                  |                      |                                        |
| Lee 85’ Ramos 90+4’              | Marcatori            | 39’ Van de Ven 48’ Romero              |
| Vitinha Ramos Dembélé Lee Mendes | Tiri di rigore 4 – 3 | Solanke Bentancur Van de Ven Tel Porro |